# استفتاء توسيع المجتمعات الأوروبية الفرنسي 1972
استفتاء توسيع المجتمعات الأوروبية الفرنسي 1972 عقد في فرنسا في 23 أبريل 1972. سُئل الناخبون عما إذا كانوا يوافقون على انضمام الدنمارك وأيرلندا والنرويج والمملكة المتحدة إلى المفوضية الأوروبية. (صوتت النرويج لاحقًا في استفتاء خاص بها على عدم الانضمام). تمت الموافقة على المقترحات من قبل 68.3٪ من الناخبين، بنسبة إقبال بلغت 60.2٪.
وتساءل الاستفتاء: "هل توافق على الفرص الجديدة التي تفتح في أوروبا، ومشروع القانون المقدم إلى الشعب الفرنسي من قبل رئيس الجمهورية، والذي يسمح بالتصديق على المعاهدة الخاصة بانضمام المملكة المتحدة والدنمارك وأيرلندا وأيرلندا ,النرويج إلى الجماعات الأوروبية؟ "
كان هذا الاستفتاء الأول الذي يتم إجراؤه في أي بلد يتعلق بقضية تتعلق بالمجتمعات الأوروبية.